# John Pleshette
John Pleshette (...) è un attore e sceneggiatore statunitense.

## Filmografia parziale

### Cinema
- End of the Road, regia di Aram Avakian (1970)
- Visite a domicilio (House Calls), regia di Howard Zieff (1978)
- Rocky II, regia di Sylvester Stallone (1979)
- S.O.B., regia di Blake Edwards (1981)
- Micki e Maude (Micki + Maude), regia di Blake Edwards (1984)
- Una gorilla per amica (Born To Be Wild), regia di John Gray (1995)
- The Truman Show, regia di Peter Weir (1998)
- Sex & Breakfast, regia di Miles Brandman (2007)
- Gentlemen Broncos, regia di Jared Hess (2009)

### Televisione
- The Patty Duke Show - serie TV, un episodio (1964)
- Coronet Blue - serie TV, un episodio (1967)
- The Doctors - serie TV, un episodio (1973)
- Kojak - serie TV, un episodio (1974)
- Mary Hartman, Mary Hartman - serie TV, 9 episodi (1976)
- Settima strada (Seventh Avenue) - serie TV, un episodio (1977)
- Nel tunnel dei misteri con Nancy Drew e gli Hardy Boys (The Hardy Boys/Nancy Drew Mysteries) - serie TV, un episodio (1977)
- Agenzia Rockford (The Rockford Files) - serie TV, 2 episodi (1978)
- California (Knots Landing) - serie TV, 77 episodi (1979-1987)
- Premiata agenzia Whitney (Tenspeed and Brown Shoe) - serie TV, un episodio (1980), un episodio (1980)
- L'angioletto senza ali (The Kid with the Broken Halo), regia di Leslie H. Martinson - film TV (1982)
- I ragazzi del computer (The Whiz Kids) - serie TV, un episodio (1983)
- Simon & Simon - serie TV, 2 episodi (1984-1986)
- MacGruder & Loud (MacGruder and Loud) - serie TV, un episodio (1985)
- Magnum, P.I. - serie TV, un episodio (1986)
- La signora in giallo (Murder, She Wrote) - serie TV, un episodio (1986)
- MacGyver - serie TV, un episodio (1987)
- Autostop per il cielo (Highway to Heaven) - serie TV, 2 episodi, di cui 3x14  (1987-1988)
- Hunter - serie TV, un episodio (1990)
- La bella e la bestia (Beauty and the Beast) - serie TV, 2 episodi (1990)
- L.A. Law - Avvocati a Los Angeles (L.A. Law) - serie TV, 2 episodi (1990)
- Civil Wars - serie TV, 4 episodi (1991-1993)
- Blue Jeans (The Wonder Years) - serie TV, 2 episodi (1992)
- The Larry Sanders Show - serie TV, un episodio (1993)
- La signora del West (Dr. Quinn, Medicine Woman) - serie TV, 2 episodi (1994)
- Lois & Clark - Le nuove avventure di Superman (Lois & Clark: The New Adventures of Superman) - serie TV, 2 episodi (1994-1995)
- Murder One - serie TV, 15 episodi (1995-1997)
- Un detective in corsia (Diagnosis: Murder) - serie TV, un episodio (1996)
- Sentinel (The Sentinel) - serie TV, un episodio (1996)
- Cinque in famiglia (Party of Five) - serie TV, un episodio (1997)
- E.R. - Medici in prima linea (ER) - serie TV, un episodio (1997)
- Jarod il camaleonte (The Pretender) - serie TV, un episodio (1998)
- The Practice - Professione avvocati (The Practice) - serie TV, un episodio (1998)
- NYPD - New York Police Department (NYPD Blue) - serie TV, un episodio (2001)
- James Dean - La storia vera (James Dean), regia di Mark Rydell - film TV (2001)
- Curb Your Enthusiasm - serie TV, un episodio (2001)
- I Soprano (The Sopranos) - serie TV, un episodio (2004)
- JAG - Avvocati in divisa (JAG) - serie TV, un episodio (2004)
- NCIS - Unità anticrimine (NCIS) - serie TV, un episodio (2005)
- Eli Stone - serie TV, un episodio (2008)
- Law & Order: LA - serie TV, un episodio (2011)
- Happily Divorced - serie TV, un episodio (2013)
- Mistresses - Amanti (Mistresses) - serie TV, un episodio (2013)

## Doppiatori italiani
Nelle versioni in italiano delle opere in cui ha recitato, John Pleshette è stato doppiato da:
- Piero Tiberi in Rocky II
- Willy Moser in California
- Emilio Cappuccio in L'angioletto senza ali
- Roberto Pedicini in La signora in giallo
- Oliviero Corbetta in Una gorilla per amica
- Carlo Reali in The Truman Show
- Sergio Di Giulio in James Dean - La storia vera
- Renato Cortesi in NCIS - Unità anticrimine